# Cytherea trifaria
Cytherea trifaria är en tvåvingeart som först beskrevs av Becker 1906.  Cytherea trifaria ingår i släktet Cytherea och familjen svävflugor. Inga underarter finns listade i Catalogue of Life.